# Everson (football)
Pour les articles homonymes, voir Everson.
Everson Pereira da Silva, dit Everson, né le 10 novembre 1975 à Campo Grande, est un footballeur brésilien. Il évolue au poste de milieu gauche.

## Biographie

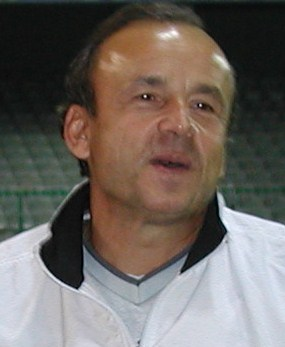
Arrivée à Bordeaux, rebond en Allemagne puis révélation à Nice, Everson doit beaucoup à Gernot Rohr.

Originaire de Mato Grosso del Sul, Everson quitte son pays natal au cours de la saison 1996-1997, après deux ans au plus haut niveau avec Paraná Clube puis sous les couleurs d'América FC. Fan de Sócrates et des Corinthians, l'attaquant met le cap sur la France et les Girondins de Bordeaux. Pendant sept mois, il fréquente le centre de formation et se lie avec son patron, Gernot Rohr. Il joue alors avec l'équipe réserve en CFA et marque à plusieurs reprises. Malheureusement, le club bordelais compte trop de joueurs extracommunautaires.
Everson monte alors à Paris où son compatriote du PSG, Ricardo, l'aiguille vers le Championnat suisse. Il y signe son premier contrat professionnel avec le Servette Genève. L'expérience ne dure que quatre mois. En conflit avec l'entraîneur, il s'envole pour la Belgique. Il s'installe à Bruxelles, engagé par le RWD Molenbeek qui lutte pour rester en première division. Ayant raté le maintien, le club descend et, à force de recevoir des cartons rouges, Everton est suspendu six mois.
Gernot Rohr joue alors de ses relations pour lui ouvrir les portes de l'Allemagne. Everson joue trois mois à l'Eintracht Brunswick en troisième division, où il démontre ses talents et est repéré par l'Arminia Bielefeld. Il joue pendant un an et demi en deuxième division mais, lorsque l'entraîneur est évincé, est poussé vers la sortie. Retour en troisième division donc, au VfL Osnabrück, où il surnage par rapport aux niveaux des autres joueurs.
En mai 2002, Everson décide de partir. Il est sur le point de signer en Chine lorsque Gernot Rohr l'appelle. Rohr entraîne alors l'OGC Nice qui monte en Ligue 1 et lui propose de le rejoindre. Mais au lendemain de sa signature, l'OGCN est rétrogradé par la DNCG et perd son statut professionnel. Le Brésilien décide de rester, bien lui en est fait car le club est finalement maintenu en première division. Travaillant dur pour retrouver une forme optimale durant la préparation d'avant-saison, Everson est replacé milieu défensif axial d'où il exprime son talent, marque des buts importants (contre Marseille, le PSG et Monaco notamment) et fait marquer. Leader après quinze journées, Everson et Nice font une saison réussie. Il reste deux saisons à Nice.
Il est transféré au Benfica Lisbonne durant l'été 2004 où il signe pour quatre saisons et 1,5 million d'euros. Dès le début  de saison, il ajoute une ligne à son palmarès en remportant la Supercoupe du Portugal 1-0 face au Vitória Setúbal (il est entré à la 84e minute). Malgré ce début, il ne joue que très peu, en particulier à cause de problèmes de santé (pubalgie) qu'il traine depuis la fin de la saison précédente. Il est finalement champion du Portugal en n'ayant joué qu'un match de championnat. Il décide, à l'été 2005 de rester au club lisboète. Il joue pendant six mois en équipe réserve mais fait tout de même une apparition en Ligue des champions le 7 décembre 2005 lors de la victoire 2-1 contre Manchester United. En janvier 2006, il est prêté au Young Boys de Berne en Suisse, il rejoue régulièrement mais se blesse aux ligaments croisés du genou en fin de saison lors de la finale de la Coupe de Suisse face à FC Sion. Il retourne se soigner à Lisbonne et perd encore une année.
En 2007 le joueur résilie à l'amiable son contrat avec le Benfica pour rejoindre un autre club suisse : le Neuchâtel Xamax FC. Il fait une saison complète inscrivant 4 buts pour 28 rencontres disputées.
En 2008, en vertu d'une clause contractuelle l'autorisant à quitter le club, il quitte Neuchâtel pour retourner en France. L'OGC Nice lui donne alors l'autorisation de s'entraîner avec leur réserve en attendant de trouver un nouveau club. En novembre 2008, il effectue un essai au Nîmes Olympique alors en Ligue 2 mais n'est pas retenu.
En janvier 2009, il s'engage pour le club tunisien de l'Étoile sportive du Sahel. Il y retrouve Gernot Rohr, son ancien entraîneur à Nice. Il aide notamment le club à atteindre la phase de groupe de la Ligue des champions de la CAF 2009 en marquant un but contre l'ASO Chlef (victoire 2-1) le 14 mars 2009. Le club échoue aux pieds des demi-finales à cause de défaites contre le Monomotapa United (1-2), l'Heartland FC (0-3) et le TP Mazembe (0-1).
En juillet 2009, il signe un contrat de deux saisons pour le TuS Koblenz, en Bundesliga 2. La saison 2009-2010 du club est délicate et il est relégué en 3.Liga. Il résilie alors son contrat, s'engage avec le FC Gueugnon, le club de Tony Vairelles et déclare "Avec mon épouse et mes enfants, nous avions envie de rentrer en France. J'ai pas mal bougé durant ces dernières années et il est désormais temps pour moi de me fixer".
Le 30 juillet 2011, Everson revient à Nice, en tant que consultant pour OGCNICE TV. Parallèlement il signe une licence amateur à la Jeunesse Saint-Jean Beaulieu, en Division Honneur Régionale.
En août 2012, il devient entraîneur de la réserve de Saint-Jean Beaulieu, en PHA.

## Style de jeu
Everson est un joueur intelligent et puissant. Technicien gaucher, il sait marquer et faire marquer ses coéquipiers.$

## Statistiques
| Saison    | Club                   | Division           | Championnat       | Coupe continentale              |
| --------- | ---------------------- | ------------------ | ----------------- | ------------------------------- |
| 1995-1996 | Paraná Clube           | Brasileirão (D1)   | ?                 |                                 |
| 1997      | América FC             | Brasileirão (D1)   | ?                 |                                 |
| 1997      | Servette FC            | Axpo Super League  | 6 matchs          |                                 |
| 1997-1998 | RWD Molenbeek          | Jupiler League     | 16 matchs, 5 buts |                                 |
| 1998-1999 | RWD Molenbeek          | Jupiler League     | ?                 |                                 |
| 1999-2000 | Eintracht Braunschweig | Bundesliga 2       | 14 matchs, 6 buts |                                 |
| 2000-2001 | Arminia Bielefeld      | Bundesliga 2       | 10 matchs         |                                 |
| 2001-2002 | VfL Osnabrück          | Liga 3             | 22 matchs, 6 buts |                                 |
| 2002-2003 | OGC Nice               | Ligue 1            | 33 matchs, 6 buts |                                 |
| 2003-2004 | OGC Nice               | Ligue 1            | 28 matchs, 5 buts | Cpe Intertoto : 4 matchs        |
| 2004-2005 | Benfica                | Liga Sagres        | 1 match           | C3 : 2 matchs                   |
| 2005-2006 | Benfica                | Liga Sagres        | 0 match           | C1 : 1 match                    |
| 2006      | BSC Young Boys (prêt)  | Axpo Super League  | 9 matchs, 2 buts  |                                 |
| 2006-2007 | BSC Young Boys         | Axpo Super League  | 0 match           |                                 |
| 2007-2008 | Neuchâtel Xamax        | Axpo Super League  | 26 matchs, 4 buts |                                 |
| 2009      | Étoile du Sahel        | Ligue I Pro        | 20 matchs         | LDC de la CAF : 8 matchs, 4 but |
| 2009-2010 | TuS Koblenz            | Bundesliga 2       | 18 matchs, 1 but  |                                 |
| 2010-2011 | FC Gueugnon            | National           |                   |                                 |
| 2011-     | JS Saint-Jean Beaulieu | Division d'Honneur |                   |                                 |

## Palmarès

### Amateur[9]
- Ligue Junior de Paraná :
  - Champion en 1992, 1993, 1994 et 1995 (Paraná Clube).
- Coupe du Brésil amateure :
  - Vainqueur et meilleur buteur en 1994 (Paraná Clube).
- Coupe de Londrina :
  - Vainqueur et meilleur buteur en 1995 (Paraná Clube).

### Professionnel
- Championnat de l'État du Paraná : 
  - Champion en 1995 et 1996 (Paraná Clube).
- Championnat du Portugal : 
  - Champion en 2005 (Benfica).
- Supercoupe du Portugal : 
  - Vainqueur en 2005 (Benfica).
- Coupe de Suisse :
  - Finaliste en 2006 (BSC Young Boys).